# 분석 (화석)
분석(糞石) 또는 코프롤라이트(coprolite)는 화석화된 배설물이다. 분석은 형태보다는 동물의 행동(이 경우 식습관)에 대한 증거를 제공하기 때문에 신체 화석이 아닌 미량 화석으로 분류된다. 이 이름은 그리스어 κόπρος(kopros, "똥"을 의미)와 λιθος(lithos, "돌"을 의미)에서 유래되었다. 1829년에 윌리엄 버클랜드(William Buckland)에 의해 처음으로 기술되었다. 그 전에는 "구과 (열매)화석"과 "위석"(bezoar stone)으로 알려졌다. 멸종된 유기체의 포식과 먹이에 대한 직접적인 증거를 제공하기 때문에 고생물학에서 귀중한 목적을 제공한다. 분석의 크기는 수 밀리미터에서 60센티미터 이상까지 다양하다.
고분변과 구별되는 분석은 화석화된 동물 배설물이다. 다른 화석과 마찬가지로, 분석은 원래 구성의 대부분이 규산염 및 탄산칼슘과 같은 광물 퇴적물로 대체되었다. 반면에 팔레오피스(paleofeces)는 원래 유기 구성의 대부분을 유지하고 원래의 화학적 특성을 결정하기 위해 재구성될 수 있지만 실제로는 고고학적 맥락에서 고대 인간 배설물에 대해 분석(coprolite)이라는 용어가 사용되기도 한다.

## 같이 보기
- 대변 결석
- 화석
- 지질 시대
- 위석
- 구아노
- 석화목